# Верхний Каракитан
Ве́рхний Каракита́н (тат. Югары Каракитә) — село в Дрожжановском районе Республики Татарстан, в составе Марсовского сельского поселения.

## География
Село находится в бассейне реки Бездна, в 20 километрах к западу от села Старое Дрожжаное.

## История
Село основано не позднее XVII века.
В XVIII — первой половине XIX веков жители относились к категории государственных крестьян, несли лашманскую повинность. Занимались земледелием, разведением скота.
В «Списке населенных мест по сведениям 1859 года», изданном в 1863 году, населённый пункт упомянут как лашманская деревня Верхние Каракитаны 1-го стана Буинского уезда Симбирской губернии. Располагалась на правом берегу реки Бездны, по левую сторону коммерческого тракта из Буинска в Алатырь, в 75 верстах от уездного города Буинска и в 35 верстах от становой квартиры во владельческой деревне Малая Цыльна. В деревне в 101 дворе жили 1021 человек (544 мужчины и 477 женщин). Была мечеть.
По сведениям 1883 года, в селе имелись мечеть и красильное заведение. В 1866 году в селе построена первая мечеть (закрыта в 1939 году), в 1904 году – вторая, в 1908 году открыто медресе. В начале XX века земельный надел сельской общины составлял 166,1 десятины.
В 1905–1906 годах происходили волнения крестьян сел Верхний и Нижний Каракитаны из-за нерешённых проблем по земельному вопросу. На подавление волнений власти направляли солдат, в результате столкновений были убитые и раненые.
В 1920 году в здании бывшей мечети был открыт клуб (действовал до 1967 г.).
До 1920 года село входило в Мочалеевскую волость Буинского уезда Симбирской губернии. С 1920 года в составе Буинского кантона ТАССР. С 10 августа 1930 года в Дрожжановском, с 1 февраля 1963 года в Буинском, с 30 декабря 1966 года в Дрожжановском районах.
В 1929 г. в селе организован колхоз им. Калинина, в 1994 году колхоз села был реорганизован в коллективное предприятие «Юлдуз». С 2004 года в составе агрофирмы «Дрожжаное», с 2011 года — общество с ограниченной ответственностью «Ак Барс Дрожжаное».

## Население
| 1859 | 1883 | 1911 | 1920 | 1926 | 1938 | 1949 | 1958 | 1970 | 1979 | 1989 | 2000 | 2010 | 2018 |
| ---- | ---- | ---- | ---- | ---- | ---- | ---- | ---- | ---- | ---- | ---- | ---- | ---- | ---- |
| 1021 | 1255 | 2008 | 1887 | 1826 | 1733 | 1915 | 984  | 1138 | 1151 | 646  | 505  | 467  | 336  |

Национальный состав села - татары.

## Экономика
Жители работают преимущественно в филиале «Каракитан» общества с ограниченной ответственностью «Ак Барс Дрожжаное», занимаются полеводством, мясо-молочным скотоводством.